# Ali Kaabi
Ali Kaabi, né le 15 novembre 1953, est un footballeur tunisien devenu entraîneur.

## Carrière internationale
D'un gabarit plutôt intéressant pour l'époque (1,80 m pour 74 kg), ce défenseur central devient international durant de nombreuses saisons, du début des années 1970 à celui des années 1980. Ainsi, il prend part à de nombreuses Coupes d'Afrique des nations et brille lors de la campagne victorieuse de la sélection nationale aux éliminatoires de la coupe du monde 1978 au cours de laquelle il marque d'importants buts : malgré son poste, Kaabi prête souvent main-forte à ses attaquants.

## Coupe du monde 1978
Mais le point d'orgue de la carrière de ce joueur arrive certainement le 2 juin 1978. Ce jour-là, la sélection tunisienne fait ses débuts en coupe du monde face au Mexique (quart de finaliste en 1970) à Rosario en Argentine. Menés 0-1 à la mi-temps, les Tunisiens voient leur défenseur central monter sur le front de l'attaque et, sur un centre de Hammadi Agrebi, venir inscrire d'une frappe depuis l'entrée de la surface le but égalisateur, qui lance son équipe vers un succès historique de 3 buts à 1, première victoire d'une nation africaine et d'une nation arabe dans l'histoire de la compétition. Malheureusement, ce geste épique est quelque peu terni par une bévue lors de la deuxième rencontre contre la Pologne, provoquant le but, la défaite (1-0) et l'élimination précoce de la Tunisie.

## Reconversion
Reconverti en entraîneur, Kaabi gère durant quelques saisons un club tunisien de deuxième division, le Club olympique des transports, avant de prendre les rênes de l'Étoile olympique La Goulette Kram, évoluant pour sa part parmi l'élite.